# 1731 Smuts
1731 Smuts eller 1948 PH är en asteroid i huvudbältet som upptäcktes den 9 augusti 1948 av den sydafrikanske astronomen E. L. Johnson i Johannesburg. Den har fått sitt namn efter den sydafrikanske premiärministern Jan Smuts.
Asteroiden har en diameter på ungefär 54 kilometer.